# Squonk
 (juin 2007).
Améliorez-le ou discutez des points à vérifier. 

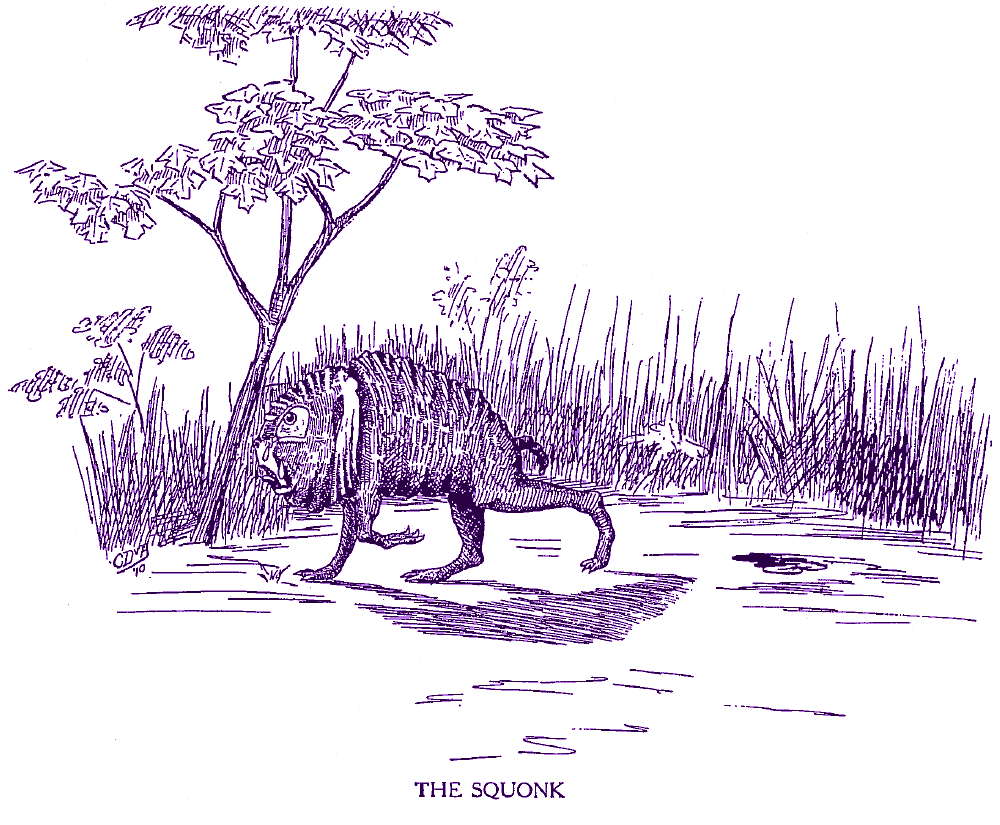

Le Squonk fait partie des Fearsome critters (en), ces créatures du folklore des Grands lacs rencontrés par les pionniers européens. Il vivrait selon les dires dans les forêts de tsugas, au nord de la Pennsylvanie. Cette légende est probablement apparue à la fin du XIXe siècle, date à laquelle s’est vu s’accroître l’importance de l’industrie du bois et de son abattage. 
Le premier écrit faisant mention des « squonks » provient d’un livre de William T. Cox intitulé Créatures effrayantes des sous-bois, plus autres bêtes du désert et de la montagne (en) (1910). Le récit de Cox est repris par Jorge Luis Borges dans son Livre des êtres imaginaires (1969).

## Description
Le squonk est une créature très laide, et consciente de cela. À cause de sa peau plissée, recouverte de verrues et autres marques peu ragoûtantes, il se cache afin de ne pas être aperçu, et passe son temps à pleurer douloureusement sur sa propre laideur. Les chasseurs ayant essayé d’attraper des squonks se sont bien vite aperçus que cette créature était capable de s’échapper par une dissolution complète impliquant une transformation en une mare de larmes et de bulles quand il devenait captif. On raconte qu’un certain J.P Wentling aurait réussi à en amadouer un et à le mettre dans un sac, qu’il ramena chez lui, ce dernier étrangement léger. En l’inspectant, il vit que le sac n’était plus rempli que d’un liquide, seul vestige de la mélancolique créature. 
Le nom scientifique du squonk est Lacrimacorpus dissolvens (corpus, signifiant corps, lacrima, larmes, dissolvens, qui se dissout).